# Portugal Masters

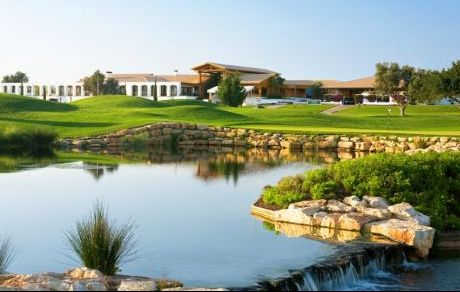
Campo de golfe Dom Pedro Victoria, em Vilamoura.

O Portugal Masters, por vezes Masters de Portugal, é um torneio masculino de golfe atualmente inerte. Parte do DP World Tour até 2022, foi disputado pela primeira vez em  outubro de 2007. É o maior torneio nacional de golfe a nível de prize money, valendo atualmente 1,7 milhões. É um dos mais importantes do Circuito Europeu. Inicialmente, era organizado conjuntamente pelo Circuito Europeu e pelo Instituto do Turismo de Portugal (ITP).
O campo de golfe Oceânico Victoria, onde é várias vezes disputado, foi projetado pelo jogador estado-unidense de golfe Arnold Palmer.

## Campeões
| Ano  | Campeão            | País          | Resultado | Par | Margem     | Vice-campeão(ões)                                                         |
| ---- | ------------------ | ------------- | --------- | --- | ---------- | ------------------------------------------------------------------------- |
| 2022 | Jordan Smith       | Inglaterra    | 254       | −30 | 3 pancadas | Gavin Green                                                               |
| 2021 | Thomas Pieters     | Bélgica       | 265       | −19 | 2 pancadas | Lucas Bjerregaard Nicolai Højgaard Matthieu Pavon                         |
| 2020 | George Coetzee     | África do Sul | 268       | −16 | 2 pancadas | Laurie Canter                                                             |
| 2019 | Steven Brown       | Inglaterra    | 267       | −17 | 1 pancada  | Brandon Stone Justin Walters                                              |
| 2018 | Tom Lewis          | Inglaterra    | 262       | −22 | 3 pancadas | Eddie Pepperell Lucas Hebert                                              |
| 2017 | Lucas Bjerregaard  | Dinamarca     | 264       | −20 | 4 pancadas | Marc Warren                                                               |
| 2016 | Pádraig Harrington | Irlanda       | 261       | −23 | 1 pancada  | Andy Sullivan                                                             |
| 2015 | Andy Sullivan      | Inglaterra    | 261       | −23 | 9 pancadas | Chris Wood                                                                |
| 2014 | Alexander Lévy     | França        | 1241      | −18 | 3 pancadas | Nicolas Colsaerts                                                         |
| 2013 | David Lynn         | Inglaterra    | 266       | −18 | 1 pancada  | Justin Walters                                                            |
| 2012 | Shane Lowry        | Irlanda       | 270       | −14 | 1 pancada  | Ross Fisher                                                               |
| 2011 | Tom Lewis          | Inglaterra    | 267       | −21 | 2 pancadas | Rafael Cabrera-Bello                                                      |
| 2010 | Richard Green      | Austrália     | 270       | −18 | 2 pancadas | Gonzalo Fernández-Castaño Robert Karlsson Joost Luiten Francesco Molinari |
| 2009 | Lee Westwood       | Inglaterra    | 265       | −23 | 2 pancadas | Francesco Molinari                                                        |
| 2008 | Álvaro Quirós      | Espanha       | 269       | −19 | 3 pancadas | Paul Lawrie                                                               |
| 2007 | Steve Webster      | Inglaterra    | 263       | −25 | 2 pancadas | Robert Karlsson                                                           |

1 Devido ao mau tempo, foi encurtado para 36 buracos.

## Recordes
No Masters de 2022, Jordan Smith conseguiu a maior vitória de sempre com um resultado de 254, conseguindo um histórico -30. 